# John Dramani Mahama
John Dramani Mahama (født 29. november 1958) er en ghanesisk politiker, der er tiltrædende præsident i Ghana. Han har tidligere fungeret som Ghanas præsident fra 24. juli 2012 til 7. januar 2017 og som landet vice-præsident fra januar 2009 til juli 2012. Han tiltrådte som præsident den 24. juli 2012, da forgængeren John Atta Mills døde i embedet.
Mahama er medlem af partiet National Democratic Congress (NDC) og var parlamentsmedlem fra 1997 til 2009 og var også kommunikationsminister fra 1998 til 2001.
Han stillede op til genvalg til præsidentposten i 2016 og 2020, men tabte til New Patriotic Partys kandidat Nana Akufo-Addo. Ved valget i 2014 vandt han over modkandidaten Mahamudu Bawumia.
Mahama er kommunikationsekspert, historiker og forfatter. 